# Trie-Château (commune déléguée)
Trie-Château est une ancienne commune française située dans le département de l'Oise en région Hauts-de-France.
Par arrêté préfectoral du 29 septembre 2017, les communes de Villers-sur-Trie et Trie-Château forment, le 1er janvier 2018, la commune nouvelle de Trie-Château dont elle est le siège.

## Géographie

### Localisation
Trie-Château est un bourg du Vexin français au confluent de la Troesne et de l'Aunette. Trie-Château est située à 1 km de Gisors, à 6 km de Chaumont-en-Vexin, à 15 km d'Auneuil et à 30 km de Beauvais.

### Voies de communication et transports
La commune est desservie par la gare de Trie-Château de la ligne Paris-Saint-Lazare - Gisors-Embranchement desservie par les trains du Transilien J.

## Toponymie
Le nom est attesté sous les formes Tretum au XIe siècle ; Tria au XIIe siècle en 1129 ; Treia en 1195; Tria villa en 1337.
En dépit des mauvaises latinisations, certains spécialistes supposent une évolution phonétique à partir du gallo-roman *TRAIECTU « gué, passage d'eau », terme issu du latin trajectum et qui a régulièrement abouti à trait en français. Il partage vraisemblablement la même étymologie que le Trait (Seine-Maritime), (Tractu en 1462) désignant un lieu de passage de la Seine, Utrecht (Pays-Bas, Rheno Trajectum, Utraiectum) désignant un lieu de passage en aval du Rhin et Maastricht (Pays-Bas, Mosae Trajectum, Masetrieth en 1051) désignant un lieu de passage de la Meuse (Maas). Trie aurait d'abord désigné un lieu de passage sur la Troesne qui était traversée par l'antique voie Beauvais - Saint-Clair-sur-Epte.
Albert Dauzat et Charles Rostaing ont rapproché Trie de Trilbardou (Seine-et-Marne, Tria vers 1172), Trilport (Sene-et-Marne, Tria portus 1221) et Treix (Haute-Marne, Trie 1188), qu'ils font remonter au francique thresk « jachère », sans doute veulent-ils dire le vieux bas francique *thresk.
D'abord partie de Trie-la-Ville, l'ajout de la terminaison -Château est tardive.
Durant la Révolution, la commune, alors nommée Trie-Château (également orthographiée Trye), porte le nom de Trye-sur-Troesne.

## Histoire
La commune se situe à l'endroit où l'antique voie romaine (partant de Beauvais/Caesaromagus) franchissait la Troesne pour se diriger vers Saint-Clair-sur-Epte.
Lors de la septième croisade, en 1250, le roi Saint-Louis est fait prisonnier par les Ayyoubides de Baybars lors de la bataille de Fariskur. Afin de payer la rançon du roi, le seigneur de Rolleboise, Jacques de Trie, achète, au nom du roi, 120 arpents de bois dans la forêt d'Arthies.
En 1285, Renaud de Trie se trouve à Chauvency-le-Château près de Montmédy : il est l'un des invités du comte de Chiny et se distingue dans les joutes et dans le tournoi, dont il est l'un des héros. Jacques Bretel le met à l'honneur et le cite plusieurs fois dans son beau reportage poétique : Le Tournoi de Chauvency.
Jacques de Trie était l'un des seigneurs les plus riches de son temps. Il possédait dans le Vexin les domaines de Sérifontaine, de la forêt de Thelle, de Vaumain, de Valvaux, de Vaudancourt, de la Trouée, de Lattainville, de la Villetertre, de Trie, de Magny, de Buhy, de Montreuil, de Coppières, d'Omerville, de Villarceaux, de Limay, de Rolleboise, de Monceaux. Il épouse, le 20 février 1403, Catherine fille de Philippe de Florigny et de Marguerite le Drouais, et meurt le 5 octobre 1432. De son mariage il eut 7 filles.
En 1835, la commune de Trie-la-Ville est créée à partir de celle de Trie-Château.
Le 1er janvier 2018, la commune de Villers-sur-Trie fusionne avec Trie-Château.

## Politique et administration

### Liste des maires
| Période                                  | Période       | Identité                  | Étiquette | Qualité                        |
| ---------------------------------------- | ------------- | ------------------------- | --------- | ------------------------------ |
| Les données manquantes sont à compléter. |               |                           |           |                                |
| 1863                                     | 1870          | Joseph Arthur de Gobineau |           | Conseiller général (1870-1871) |
|                                          |               |                           |           |                                |
| avant 1981                               | ?             | Claude Desruelle          |           |                                |
| mars 2001                                | 2014          | Jacques Karpoff           |           | ex chef d'entreprise           |
| 2014                                     | décembre 2017 | Didier David              | SE        | Agriculteur                    |

## Population et société

### Démographie
L'évolution du nombre d'habitants est connue à travers les recensements de la population effectués dans la commune depuis 1793. Pour les communes de moins de 10 000 habitants, une enquête de recensement portant sur toute la population est réalisée tous les cinq ans, les populations de référence des années intermédiaires étant quant à elles estimées par interpolation ou extrapolation. Pour la commune, le premier recensement exhaustif entrant dans le cadre du nouveau dispositif a été réalisé en 2006.

En 2015, la commune comptait 1 592 habitants, en évolution de +5,22 % par rapport à 2009 (Oise : +0,87 %, France hors Mayotte : +2,11 %).
| 1793 | 1800 | 1806 | 1821  | 1831  | 1836 | 1841 | 1846 | 1851 |
| ---- | ---- | ---- | ----- | ----- | ---- | ---- | ---- | ---- |
| 866  | 786  | 902  | 1 088 | 1 110 | 773  | 793  | 851  | 900  |

| 1856 | 1861 | 1866 | 1872 | 1876 | 1881 | 1886 | 1891 | 1896 |
| ---- | ---- | ---- | ---- | ---- | ---- | ---- | ---- | ---- |
| 748  | 852  | 777  | 702  | 777  | 816  | 873  | 840  | 896  |

| 1901 | 1906 | 1911 | 1921 | 1926 | 1931 | 1936 | 1946 | 1954 |
| ---- | ---- | ---- | ---- | ---- | ---- | ---- | ---- | ---- |
| 881  | 942  | 874  | 840  | 804  | 808  | 783  | 758  | 730  |

| 1962 | 1968 | 1975  | 1982  | 1990  | 1999  | 2006  | 2011  | 2015  |
| ---- | ---- | ----- | ----- | ----- | ----- | ----- | ----- | ----- |
| 815  | 957  | 1 052 | 1 357 | 1 412 | 1 460 | 1 515 | 1 503 | 1 592 |

### Pyramide des âges
La population de la commune est relativement âgée. Le taux de personnes d'un âge supérieur à 60 ans (27 %) est en effet supérieur au taux national (21,6 %) et au taux départemental (17,5 %).
À l'instar des répartitions nationale et départementale, la population féminine de la commune est supérieure à la population masculine. Le taux (51,4 %) est du même ordre de grandeur que le taux national (51,6 %).
La répartition de la population de la commune par tranches d'âge est, en 2007, la suivante :
- 48,6 % d’hommes (0 à 14 ans = 17,1 %, 15 à 29 ans = 17,2 %, 30 à 44 ans = 17,9 %, 45 à 59 ans = 23,5 %, plus de 60 ans = 24,3 %) ;
- 51,4 % de femmes (0 à 14 ans = 15 %, 15 à 29 ans = 14 %, 30 à 44 ans = 19 %, 45 à 59 ans = 22,4 %, plus de 60 ans = 29,6 %).

| Hommes | Classe d’âge | Femmes |
| ------ | ------------ | ------ |
| 1,4    | 90 ans ou +  | 4,2    |
| 6,9    | 75 à 89 ans  | 11,6   |
| 16,0   | 60 à 74 ans  | 13,8   |
| 23,5   | 45 à 59 ans  | 22,4   |
| 17,9   | 30 à 44 ans  | 19,0   |
| 17,2   | 15 à 29 ans  | 14,0   |
| 17,1   | 0 à 14 ans   | 15,0   |

| Hommes | Classe d’âge | Femmes |
| ------ | ------------ | ------ |
| 0,2    | 90 ans ou +  | 0,8    |
| 4,5    | 75 à 89 ans  | 7,1    |
| 11,0   | 60 à 74 ans  | 11,5   |
| 21,1   | 45 à 59 ans  | 20,7   |
| 22,0   | 30 à 44 ans  | 21,6   |
| 20,0   | 15 à 29 ans  | 18,5   |
| 21,3   | 0 à 14 ans   | 19,9   |

## Économie
L'un des centres commerciaux desservant l'agglomération de Gisors est situé à Trie-Château.

## Culture locale et patrimoine

### Lieux et monuments

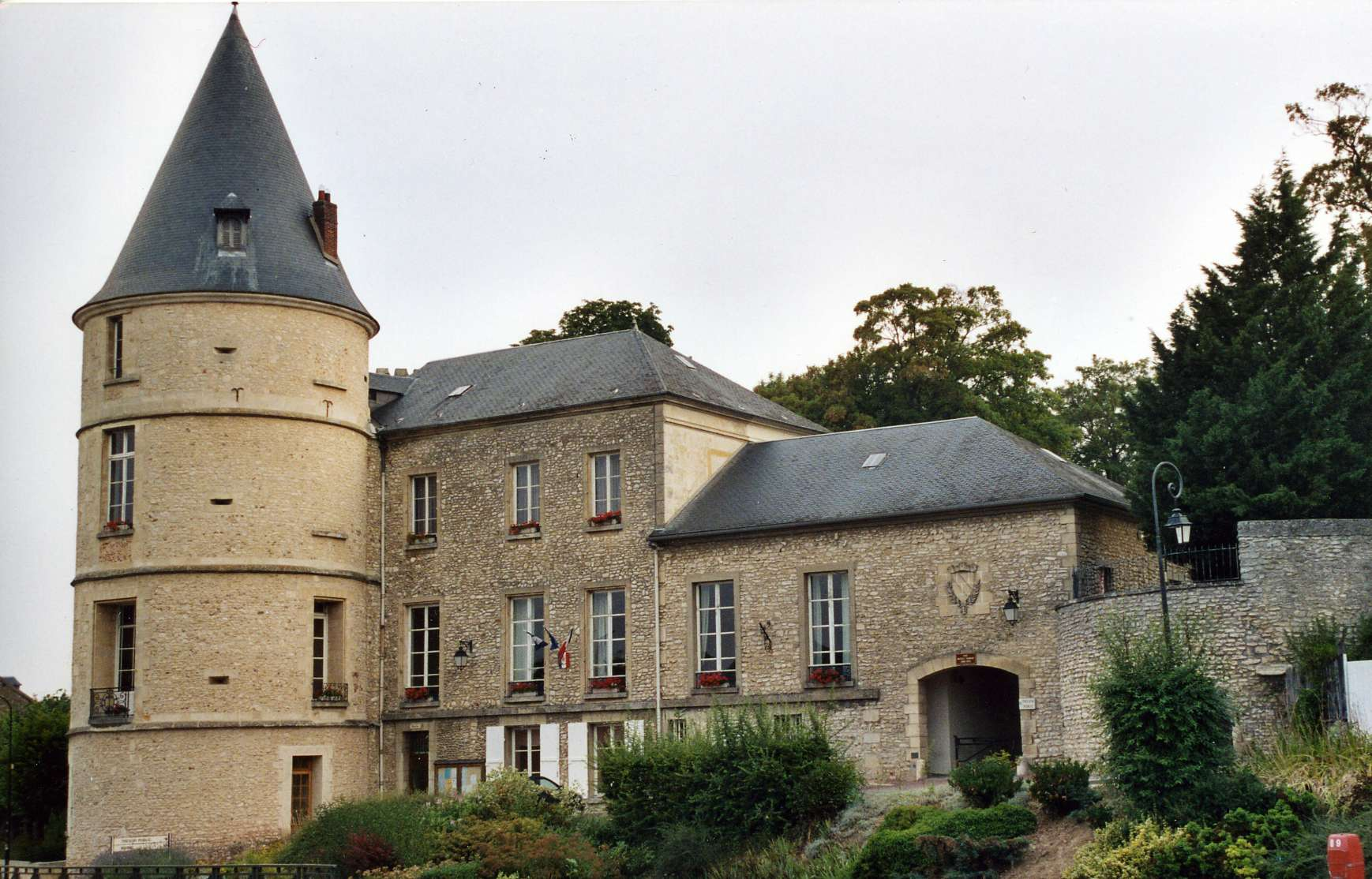
Château (côté rue).
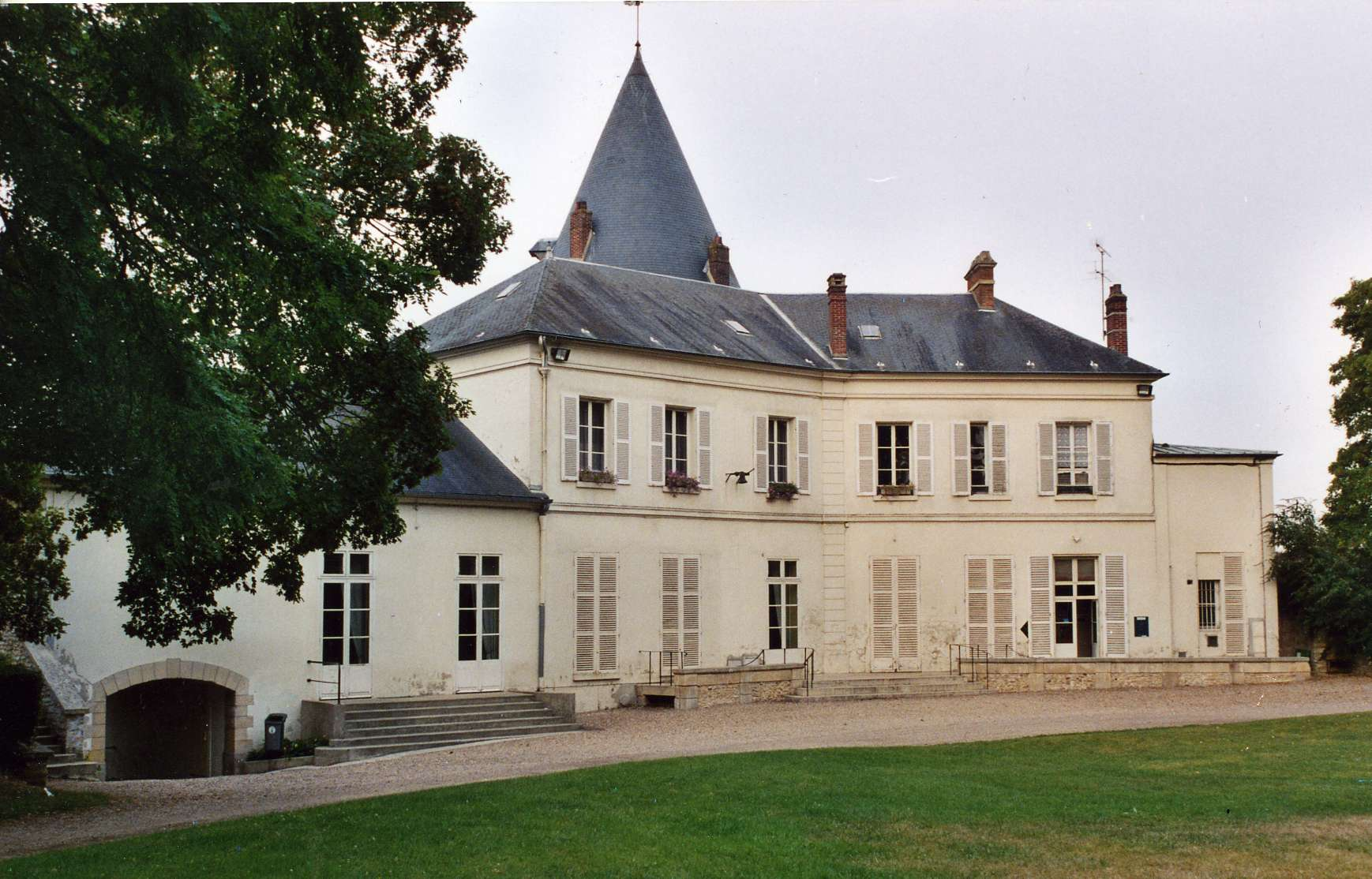
Château (côté jardin).
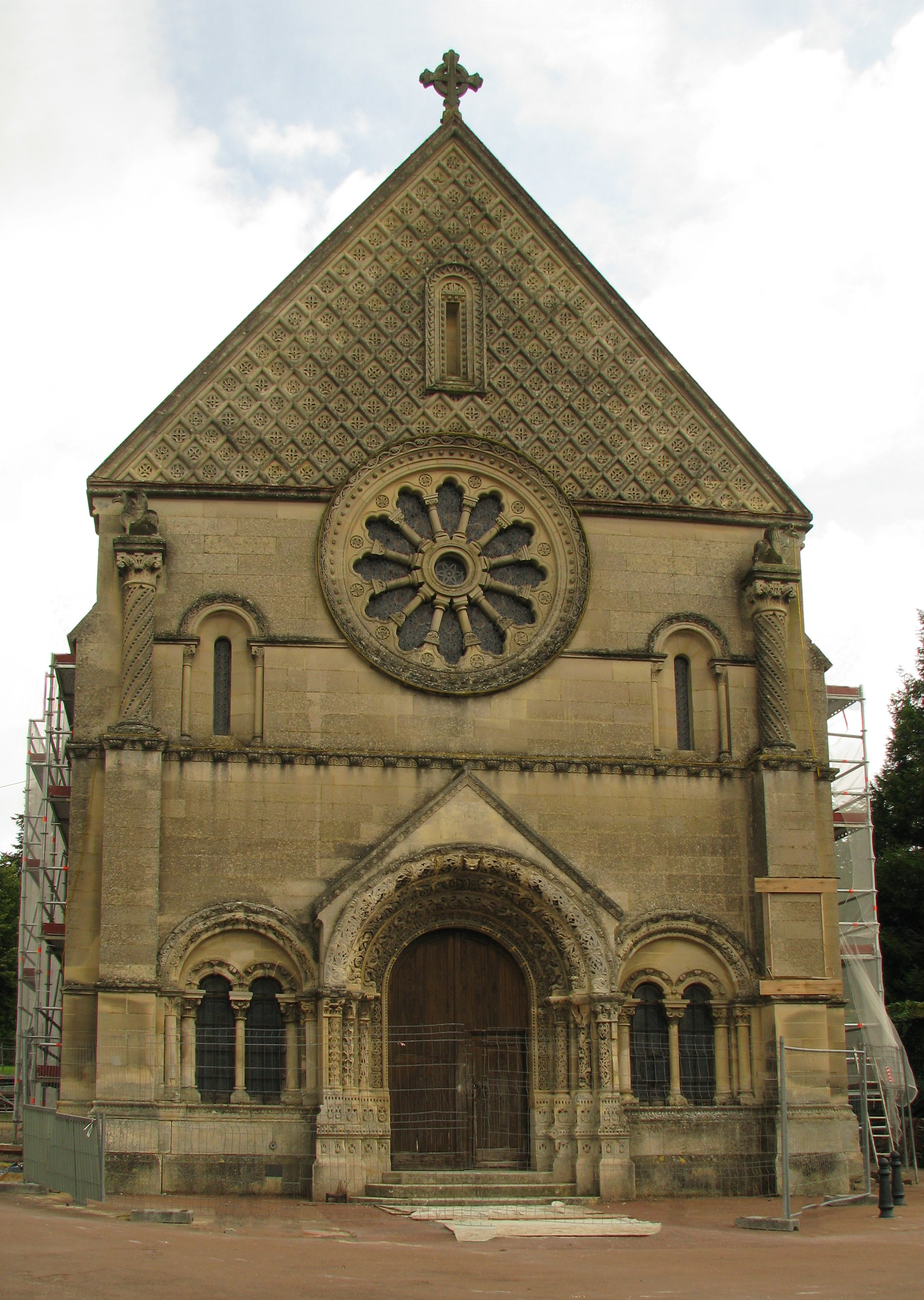
Église Sainte-Madeleine.
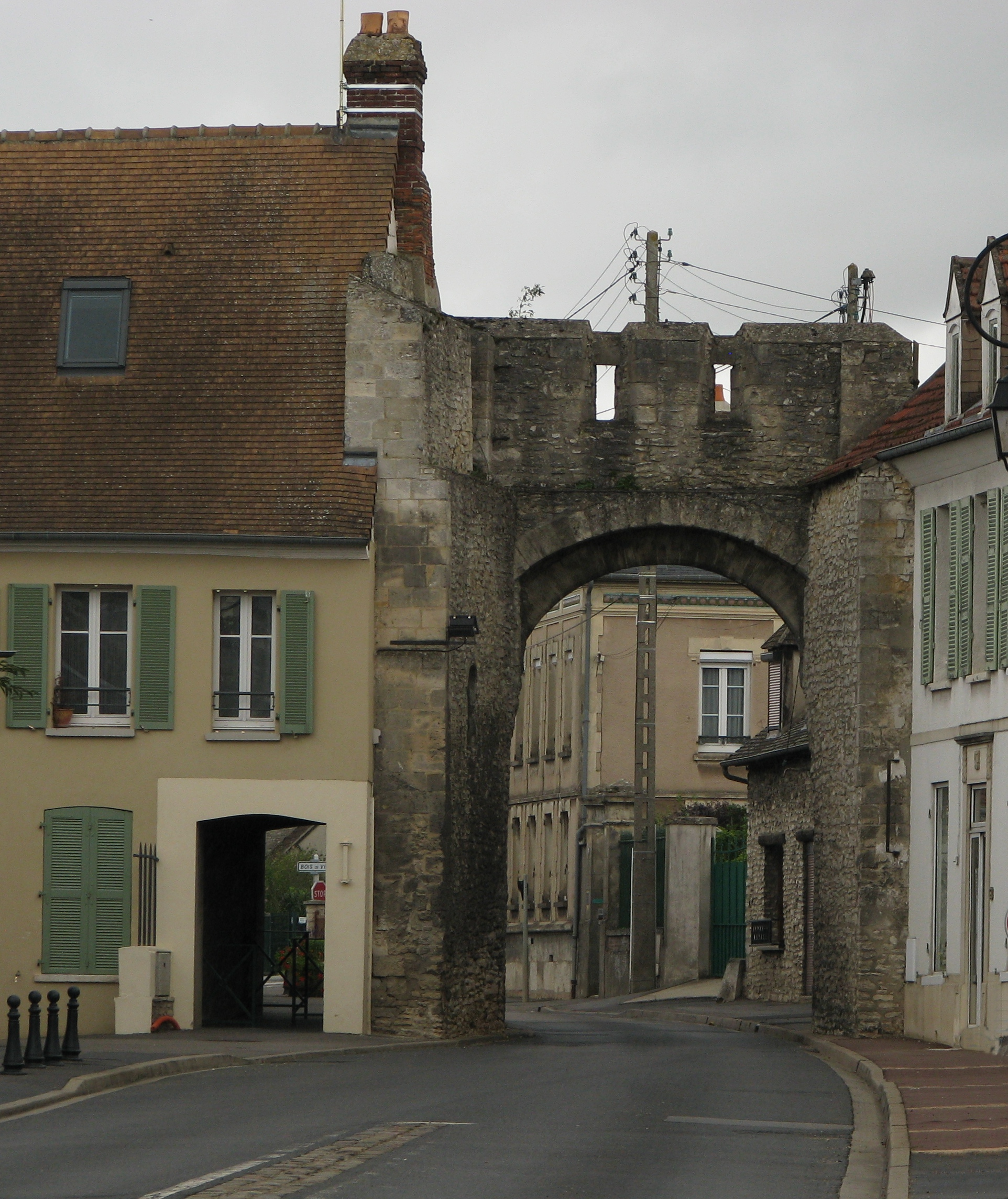
Porte fortifiée.
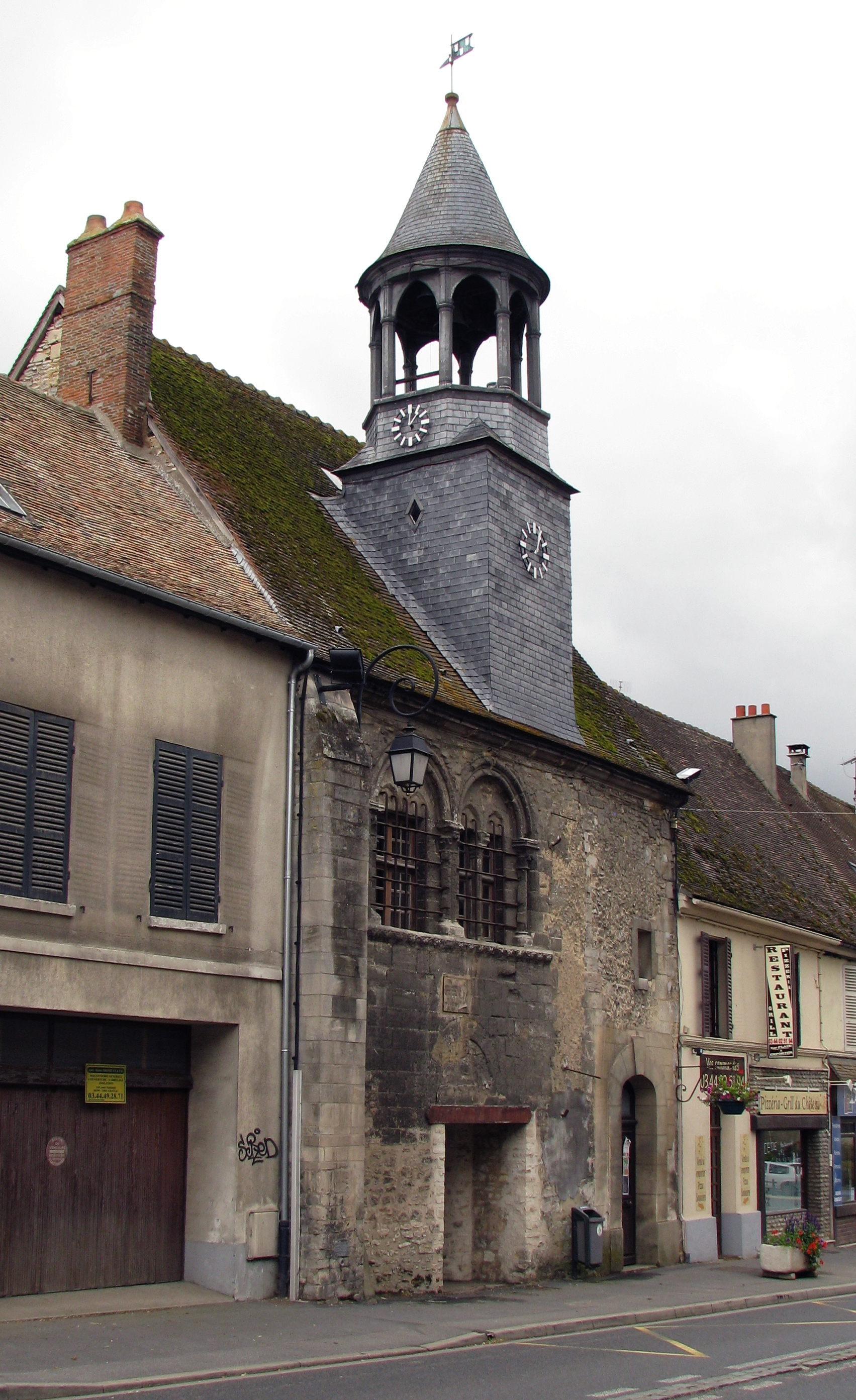
Ancien hôtel de ville.

Trie-Château compte six monuments historiques sur son territoire.
- Dolmen des Trois Pierres, à La Garenne (classé monument historique par liste de 1862[17]).
- Église Sainte-Madeleine (classée monument historique par liste de 1862[18]) : Organisée tout en longueur, elle se compose d'un narthex roman tardif des années 1160 ; d'une nef unique romane des alentours de 1100 ; et d'un chœur gothique de deux travées d'une centaine d'années plus récent. Le narthex, avec sa façade à la décoration exubérante, et son ancien portail latéral nord également richement décoré, constitue l'une des œuvres romanes les plus extravagantes dans le Vexin. Il est souvent comparé au croisillon nord de l'église Saint-Étienne de Beauvais. Or, seulement le rez-de-chaussée est authentique, excepté certains éléments abîmés refaits pratiquement à l'identique au cours de la restauration des années 1860/67. Les parties hautes sont une création néo-romane imaginée par l'architecte Aymar Verdier. À l'intérieur, le narthex a été remanié, ou bien n'a jamais été achevé, car il n'est pas voûté, et des doutes sont permis que cela ait jamais été le cas. Il se trouve ainsi intégré dans la nef, mais séduit néanmoins par la décoration intérieure des fenêtres qui est presque analogue aux élévations extérieures. La nef proprement dite est de faible intérêt, mais elle partage avec le narthex une charpente gothique flamboyante munie d'une sablière sculptée et d'engoulants sous la forme de têtes d'homme grotesques, de facture rustique et d'un style naïf. Un arc triomphal fruste de dimensions restreintes ouvre sur le chœur gothique bâti vers 1200 à l'emplacement de l'ancien sanctuaire roman. Ce chœur constitue la seule partie de l'église qui soit voûtée d'ogives. Son architecture est de bon niveau, comme le souligne la décoration des fenêtres, mais fait aussi certains compromis imposés par les contraintes économiques, dont l'appareil en moellons et les colonnettes non monolithiques. Le chevet plat est éclairé par un triplet[19], qui rappelle qu'un triplet de trois baies romanes en provenance de Trie-Château est exposé au Victoria and Albert Museum[20].
- Château de Trie (inscrit monument historique par arrêté du 28 janvier 1956[21]) : propriété traditionnelle des ducs de Longueville, il passa en 1694 à François Louis de Bourbon-Conti. Son petit-fils le mit en 1767 à la disposition de Jean-Jacques Rousseau. Il fut acheté par Joseph-Arthur de Gobineau en 1857 et transformé plus tard en mairie.
- Hôtel de ville de Trie-Château (classé monument historique par liste de 1862[22]).
- Porte de la ville du XVe siècle (classée monument historique par décret du 20 décembre 1936[23]).
- Une tour d'enceinte transformée en maison d'habitation (inscrite monument historique par arrêté du 10 mai 1958[24]).

### Personnalités liées à la commune
- Charles-François Dupuis (1742-1809), homme politique et savant.
- Joseph Arthur de Gobineau (1816-1882) châtelain et maire de Trie.
- Camille Renault (1904-1984), restaurateur et mécène[25].
- Gabrielle d' Estrées (vers 1573-1599) favorite d' Henri IV y séjourna à plusieurs reprises
- Guillaume de Trie (? -1334) évêque de Bayeux, archevêque-duc de Reims.
- Mathieu III de Trie (? -1344) , maréchal de France.
- Renaud II de Trie (? - Vers 1324), maréchal de France.
- Renaud III de Trie (? - 1397), amiral de France.

### Héraldique
|  | Les armes de Trie-Château se blasonnent ainsi : D'or à la bande d'azur. Il s'agit des armes de la famille de Trie, seigneurs du lieu. |